# Lakoták

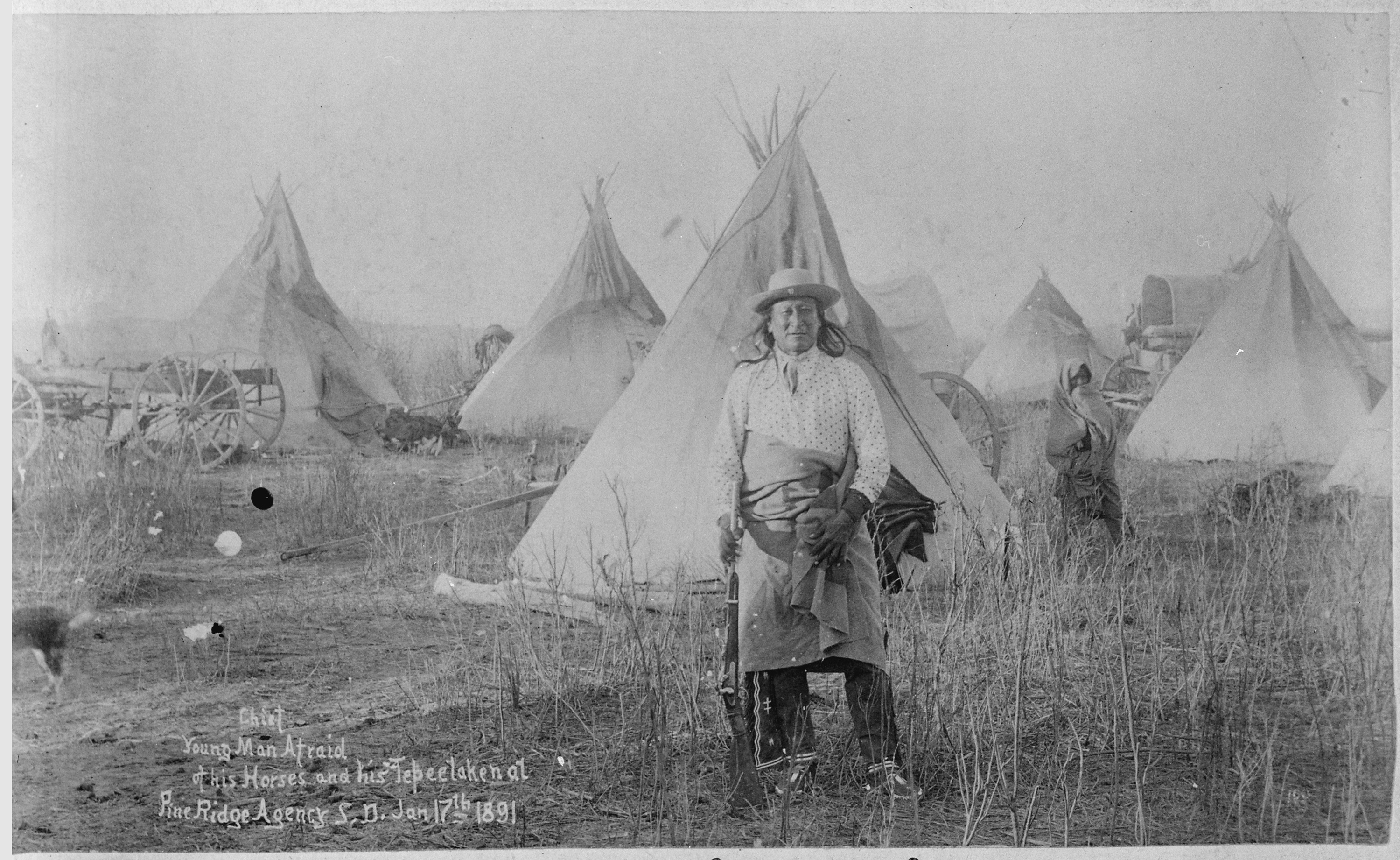
1891. január 17.-én készült fénykép egy lakota férfiről és a falujáról

Az oglala lakoták zászlója

A lakoták vagy tetonok, teton sziúk hét rokon sziú törzset összefoglaló indián szövetség, melynek neve Očhéthi Šakówiŋ, azaz a Hét Tanácstűz Népe. A Thítȟuŋwaŋ-k vagy tetonok (a név eredete tisztázatlan, jelentése talán "a préri lakói". A név a helyiek archaikus nyelvéből származik, akik viszont szívesebben nevezték magukat Lakȟóta néven.): Ők voltak a nyugati sziúk, akik vadászó és harcos kultúrájukról váltak ismertté és gyakran lakota néven emlegetik őket. A lakoták egyike az észak-amerikai síksági indiánoknak. Nyelvük a lakota nyelv (Lakȟótiyapi), mely a három sziú nyelvből a legnyugatabbi; persze manapság emellett az angolt is beszélik. Vallás szerint tartozhatnak: a Native American Church-hoz (Amerikai Őslakosok Vallási Mozgalomhoz), a Nap Tánchoz vagy a kereszténységhez.
Az 1990-es évek népszámlálása szerint 103 255-ön tartották magukat sziú indiánnak; ezekből 55 000-en lakotának. Manapság a földjeik Észak- és Dél-Dakota államokban vannak. A kanadai Manitoba és Saskatchewan tartományok déli részén is élnek dakoták és lakoták, ők együttesen 6000 lelket számlálnak.
A lakota szövetség a következő hét törzsből áll: oglala, hunkpapa (húgpápá, hunkpapha), szihászapa, minikondzsu (mnikhóvozsu), brulé, szanzark (itázipcshó) és az oóhenupa (two kettle).
Leghíresebb lakota személyek: a hunkpapa Ülő Bika (Tatanka Ijotake, Sitting Bull, 1831 – 1890. december 15.), a minikondzsu Touch the Clouds (Maȟpíya Ičáȟtagya vagy Maȟpíya Íyapat’o, c. 1838 – 1905. szeptember 5.), az oglala Őrült Ló (Tȟašúŋke Witkó, Crazy Horse, c. 1842 – 1877. szeptember 5.), az oglala Red Cloud (Maȟpíya Lúta, 1822 – 1909. december 10.), az oglala Black Elk (Hehaka Sapa, 1863. december – 1950. augusztus 19.), a brulé Spotted Tail (Siŋté Glešká Spotted Tail c. 1823 – 1881. augusztus 5.) és az oglala Billy Mills (Makata Taka Hela, 1938. június 30.).

## Történetük

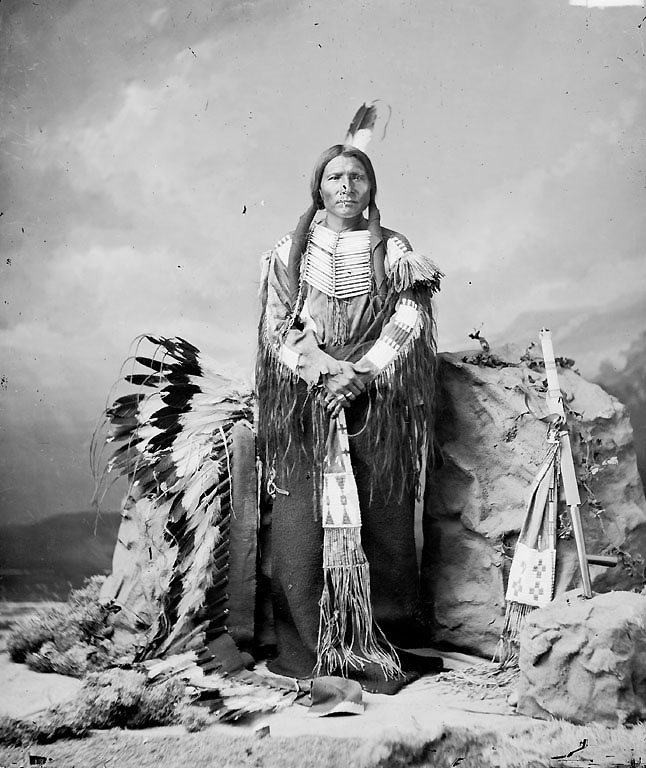
1877-ben készült fénykép Wičháša Tȟáŋkala (Little Big Man) lakota törzsfőnökről

A sziú nyelvet beszélők talán a Mississippi folyó alsóbb szakaszainál jelentek meg, később pedig az Ohio folyó vidékére költöztek. A mezőgazdasággal foglalkoztak és meglehet, hogy az úgynevezett Hallom Építő civilizáció részei voltak; körülbelül Kr.u. a 9.-12. századokban. A késő 16. és kora 17. századokban a dakota-lakota beszélők elhagyták a Mississippi vidékét és letelepedtek a mai Minnesota, Wisconsin, Iowa és Dakotákba. A 17. század második felében az Anishinaabe és odzsibvék kiűzték őket e területekről. A lakoták ezután a nagy síkságokra költöztek.
1730 körül a sájenek bemutatták nekik a lovakat, melyek a šuŋkawakaŋ megnevezést kapták; a szó jelentése: „rejtélyes kutyák” vagy „csodálatos kutyák”. Miután befogadták a lovakat, alább hagytak a mezőgazdasággal és a bölényvadászat, valamint a lovaglás került a társadalmuk központjába. Az 1660-as évekbeli francia úttörők becslései szerint körülbelül 28 000 lakota és rokon indián létezett a térségben. 1805-ben csak a lakotákból volt 8500, ez a szám 1881-re 16 110-re nőtt. A lakoták azon kevés amerikai bennszülöttek egyike, kiknek lélekszáma a 19. században nem csökkent, hanem nőtt. A 2016-os népszámlálás szerint 170 000 lakota létezik; ezekből 2000-en beszélik a lakota nyelvet.

## Fordítás
- Ez a szócikk részben vagy egészben  a   Lakota people című angol Wikipédia-szócikk ezen változatának fordításán alapul.  Az eredeti cikk szerkesztőit annak laptörténete sorolja fel. Ez a jelzés csupán a megfogalmazás eredetét és a szerzői jogokat jelzi, nem szolgál a cikkben szereplő információk forrásmegjelöléseként.